# Clemenskerk (Havelte)

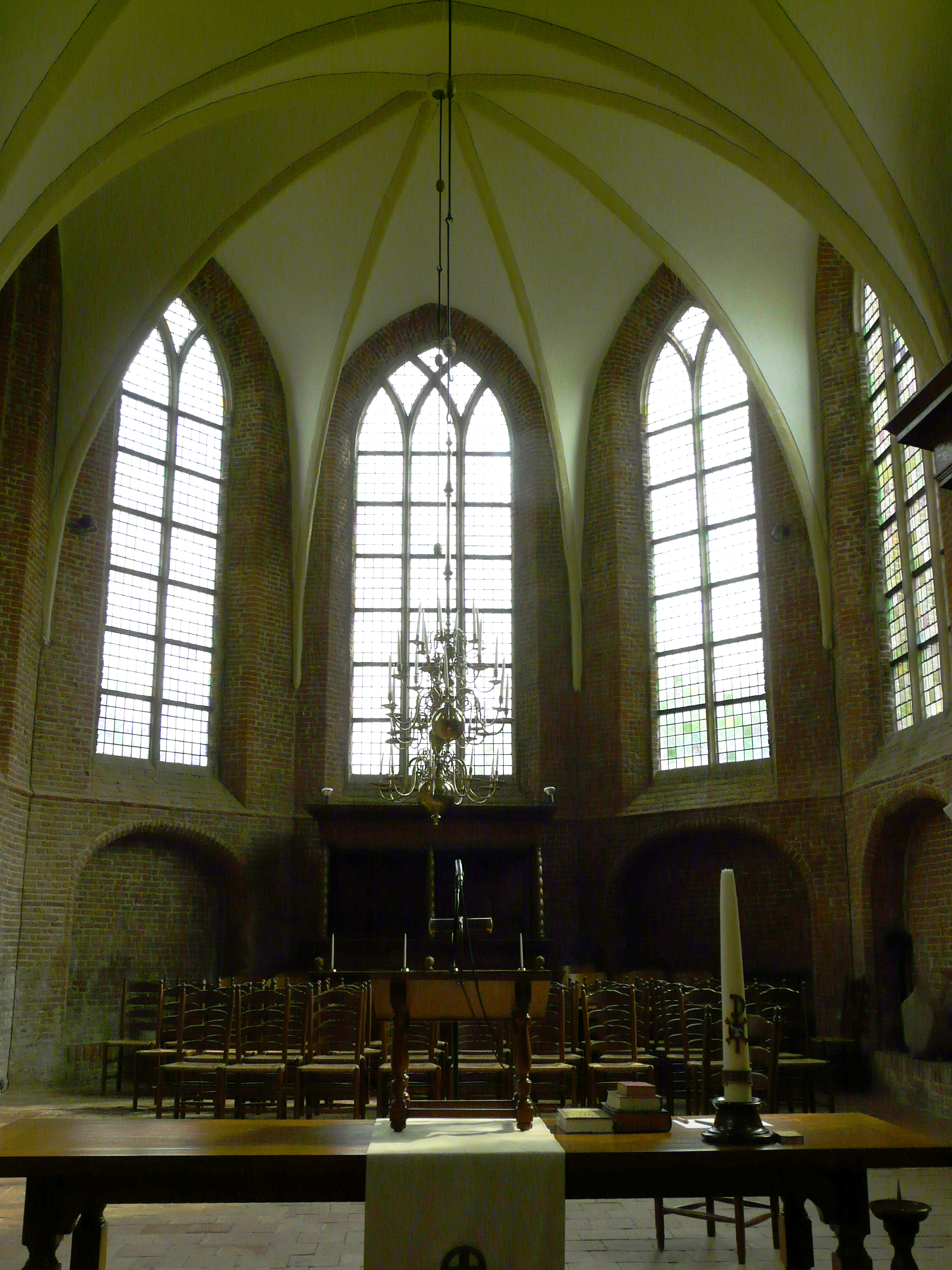
Interieur Clemenskerk

De Clemenskerk is een kerkgebouw van de Protestantse Kerk in Nederland (voorheen Nederlands Hervormd) en bevindt zich buiten de dorpskern van Havelte. Het kerkgebouw is nog in gebruik voor kerkdiensten.
De omgeving van de kerk is een beschermd dorpsgezicht en de kerk is een rijksmonument.

## Geschiedenis
De eerste kapel is gebouwd na de kerstening van de omgeving boven op het oude heidense heiligdom. In het jaar 1310 is met gebruikmaking van de materialen van de bestaande kapel, de eerste (romaanse) kerk gebouwd. Aan de binnenkant van de huidige kerk is te zien hoe de romaanse kerk er ongeveer heeft uitgezien.
Er waren bij de inwijding van de kerk in 1310 twee altaren, een gewijd aan de heilige Clemens (waarnaar de kerk vernoemd is) en de andere aan de maagd Maria.
Tegen de westzijde van de kerk is in 1410 de toren gebouwd. Het kerkorgel is in 1819 gebouwd door de Groningse orgelbouwer P. van Oeckelen. Dit orgel was zijn eerst gebouwde orgel, oorspronkelijk gemaakt voor de Kloosterkerk (Assen) en later verplaatst naar de Jozefkerk aldaar. Dicht bij de kerk liggen enkele familiegraven. Tegenover de kerk bevindt zich de begraafplaats. De kerk is uitgebreid met een moderne aanbouw (de Nije Wheeme).

## Chamadron
In de toren van de kerk is het Chamadron ingebouwd, een orgelachtig instrument waarvan de 50 roodkoperen pijpen uit een van de galmgaten van de toren gereden kunnen worden. Het Chamadron wordt van de zaterdag voor pinksteren tot en met de laatste zaterdag in september bespeeld. De concerten zijn gratis. Van vier uur tot half vijf een concert waarna men van half vijf tot vijf uur het instrument kan bezichtigen.

## Galerij

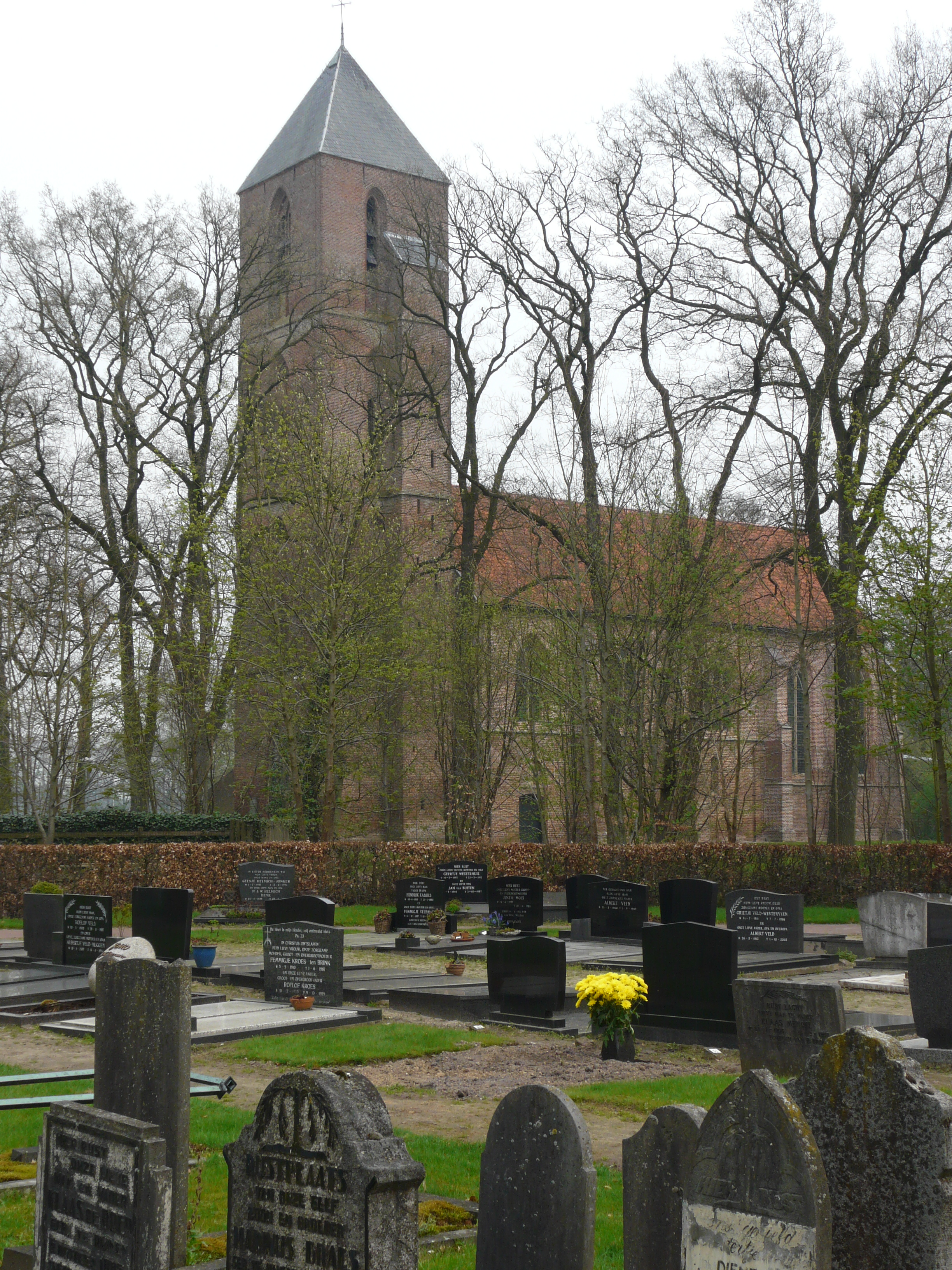
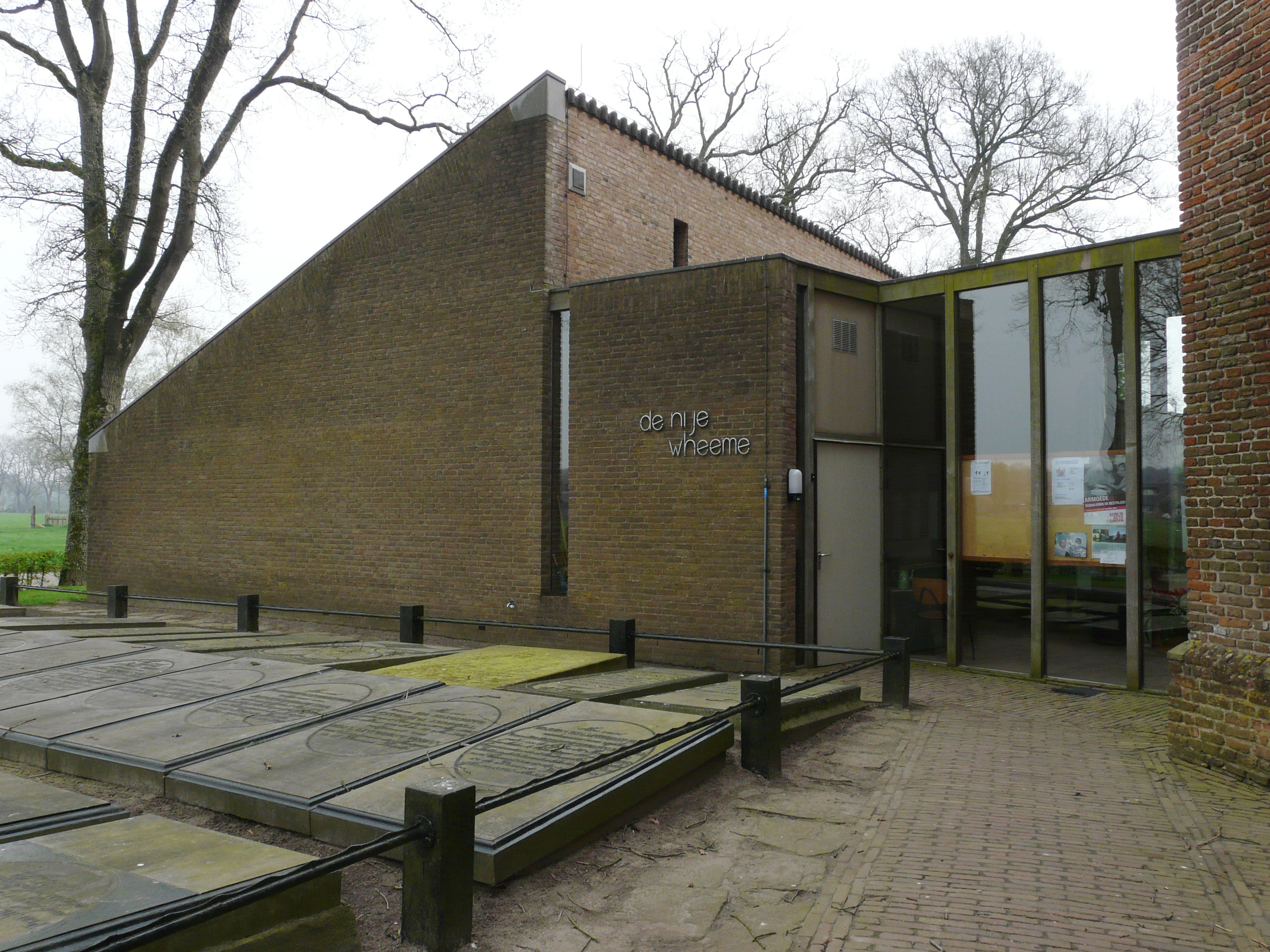
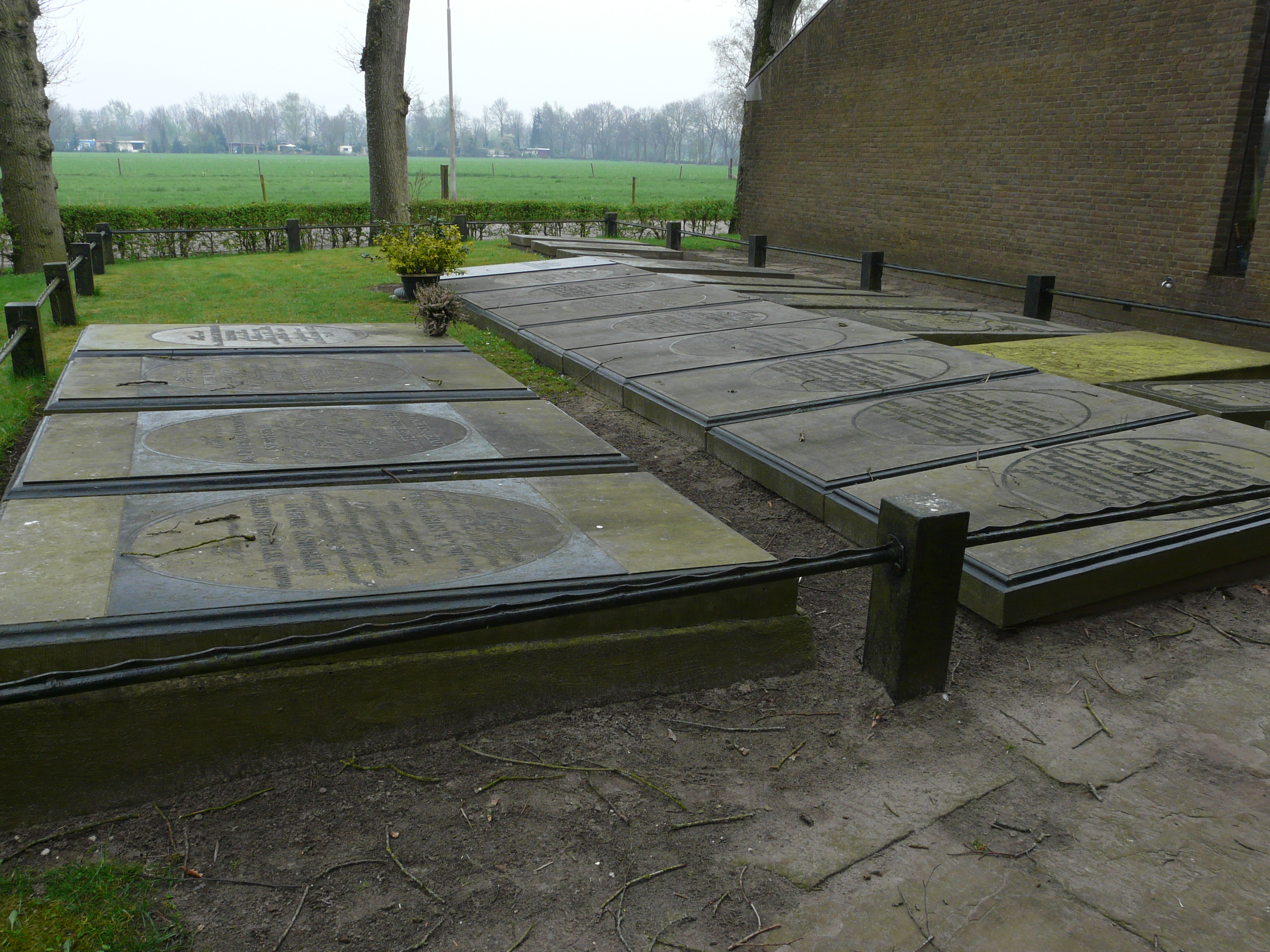
Familiegraven
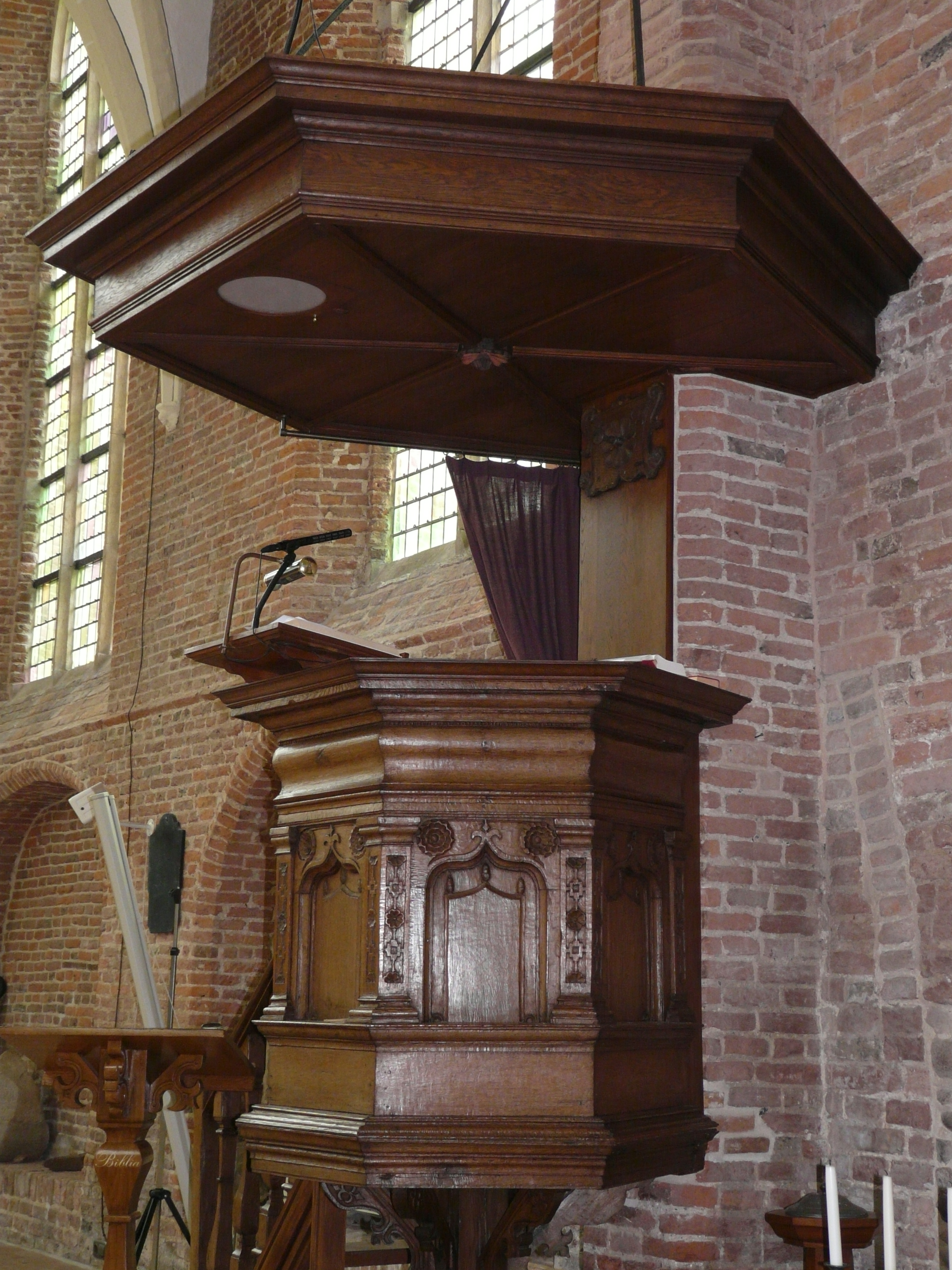
Preekstoel
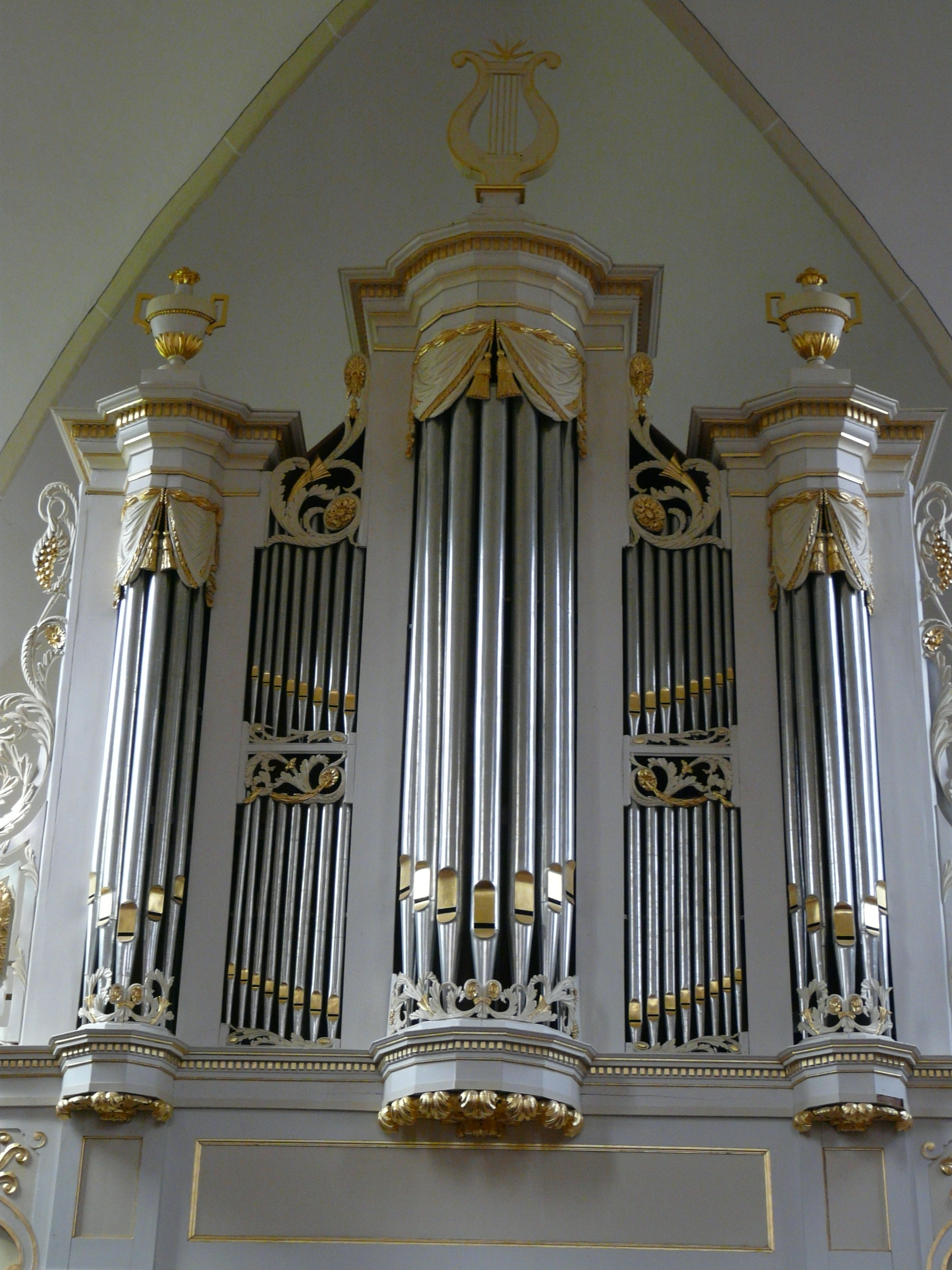
Orgel
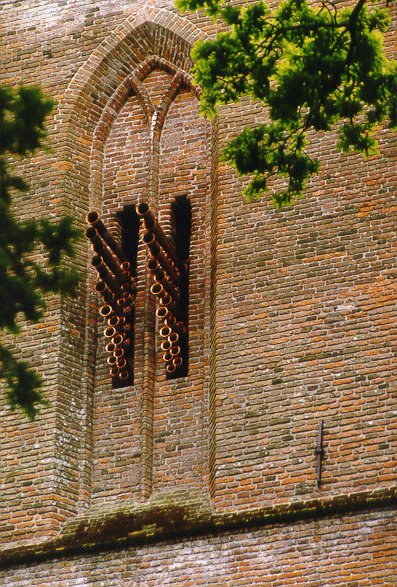
Chamadron